# Organización territorial del Imperio otomano

Un mapa detallado que muestra el Imperio otomano y sus dependencias, incluyendo sus divisiones administrativas (valiatos, sanjacados, kazas), en el año 1899 (1317 del calendario musulmán).

La organización territorial del Imperio otomano es el conjunto de las distintas divisiones administrativas en que se organizó estatalmente el Imperio otomano, de la que están excluidos los diferentes tipos de estados vasallos y tributarios.

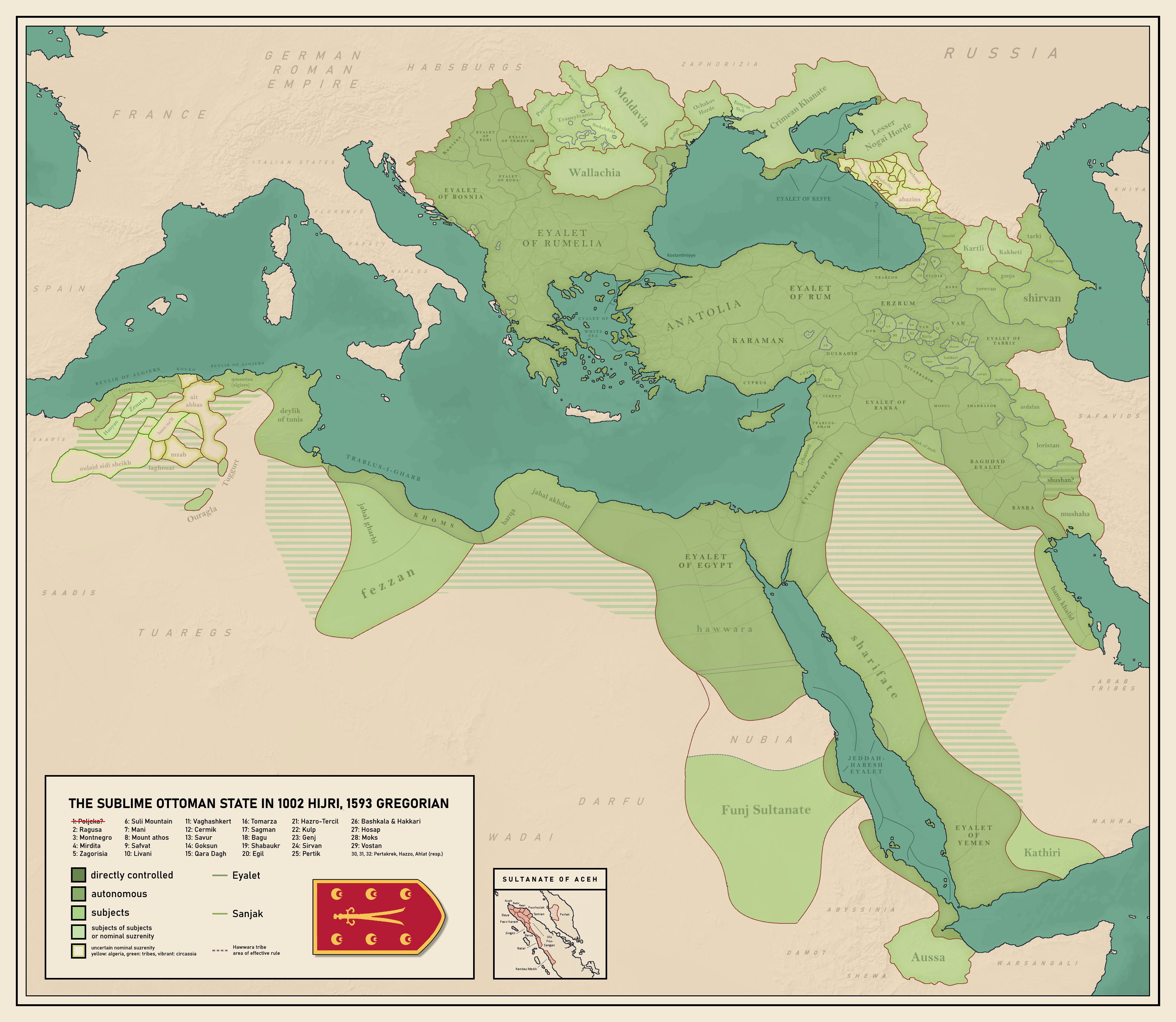
Imperio otomano en el año 1595, subdividido en Eyalatos.

El Imperio turco otomano fue subdividido por primera vez en provincias, en el sentido de unidades territoriales fijos con gobernadores nombrados por el sultán o Gran visir, a finales del siglo XIV. El beylerbey o gobernador de cada provincia era nombrado por el gobierno central. Los sanjacados se regían por sanjak-beys (sancakbeyi), seleccionados entre los altos rangos militares por el gobierno central. Los beylerbeyis tenía autoridad sobre todos los sanjak-beys de una región. Los kaza eran una subdivisión de los sanjak y se referían a la circunscripción administrativa básica, regida por un cadí.
Se considera extremadamente difícil definir el número y los límites exactos de las provincias y dominios otomanos, ya que sus fronteras estaban cambiando constantemente. Hasta el período Tanzimat, las fronteras de las unidades administrativas variaban, reflejando las estrategias cambiantes de los otomanos, la aparición de nuevas amenazas en la región, y el surgimiento de poderosos Ayans. Todas las subdivisiones eran muy desiguales en cuanto a superficie y población, y la presencia de numerosas tribus nómadas contribuyó a la extrema variabilidad de las cifras de población.
En español, las subdivisiones otomanas se conocen con una gran variedad de términos turcos (valiato, eyalato, beylerbeylicato, sanjacado, nahia, kaza, etc.) aunque a menudo se evitan en favor de denominaciones más familiares con la cultura europea (como «provincia» o «gobernatura» o «gobernación», «condado», «distrito») que se perciben más cercanas que las originales turcas. Estas traducciones, sin embargo, raramente son coincidentes en las obras de distintos autores.

## Organización inicial del Imperio

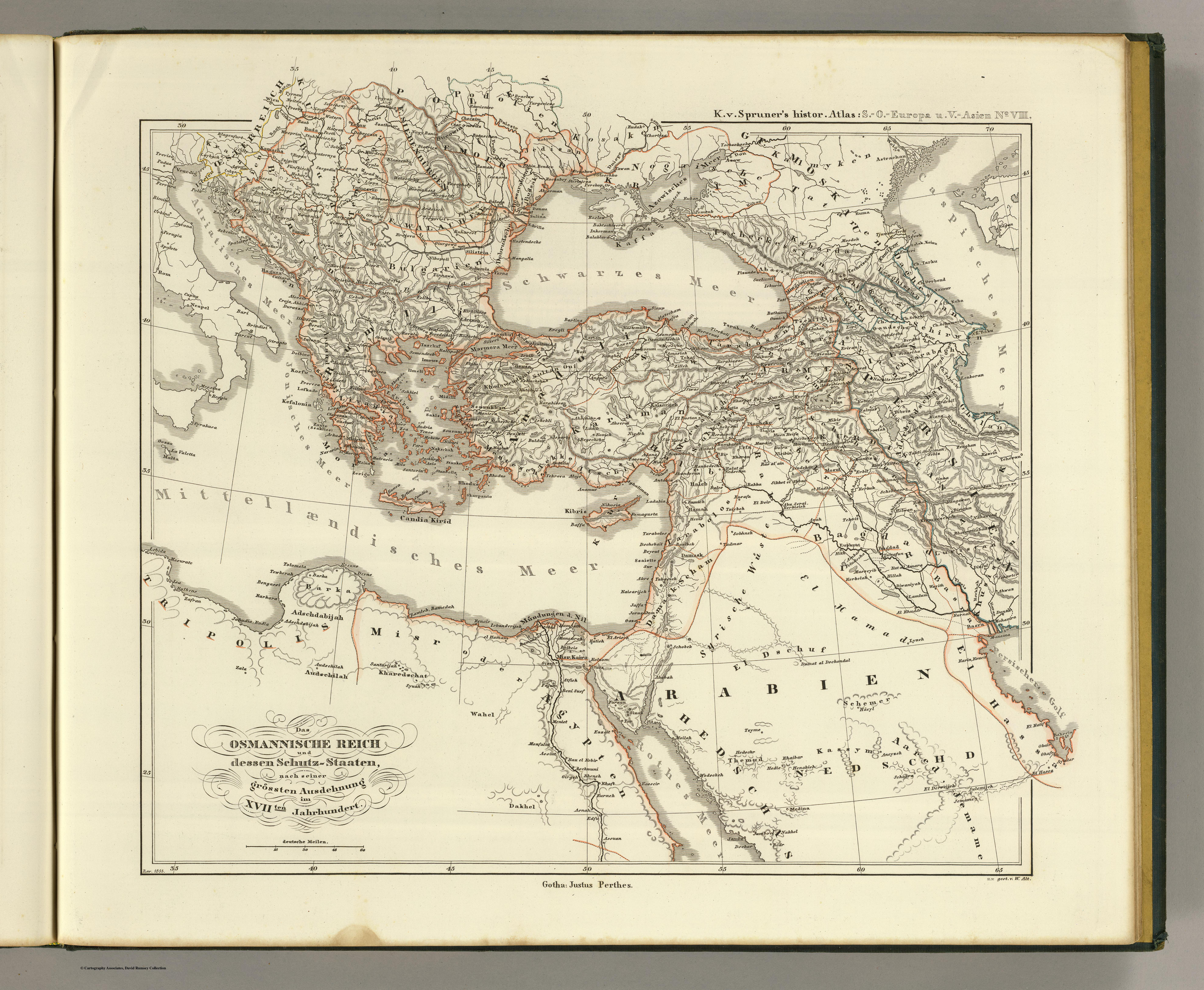
Mapa del Imperio otomano de 1855. El título original es Das osmannische Reich, XVIIten Jahrhundert, obra del cartógrafo alemán Karl Spruner von Merz (1803-1892).

La organización inicial se remonta a los inicios de los otomanos como un estado vasallo de los selyúcidas (Uç Beyliği) en la Anatolia central. El Imperio otomano surgió en los últimos años sobre una amalgama de organizaciones políticas preexistentes, los beylicatos de Anatolia, nacidos bajo el dominio de la gobernante Casa de Osman.
Esta extensión se basó en la estructura administrativa ya establecida del sistema selyúcida, en la que los gobernantes hereditarios de esos territorios eran conocidos como beys. Estos beys (líderes local), que no fueron eliminados, continuaron gobernando bajo la soberanía de los sultanes otomanos. El término bey pasó a ser aplicado no sólo a estos antiguos gobernantes, sino también a los nuevos gobernadores designados cuando los líderes locales ya habían sido eliminados.
El Imperio otomano estaba, al principio, subdividido entre los soberanos sanjacado y otros sanjacados confiados a los hijos del sultán otomano. Los sanjacados se regían por sanjakbeys, gobernadores militares que recibieron una bandera o estandarte —un sanjacado (el significado literal)— del sultán.
A medida que el Imperio se expandió en Europa, creció la necesidad de disponer de un nivel intermedio de administración y, bajo el gobierno de Murad I (gob. 1359-1389), fue nombrado un beylerbey («bey de beys») o gobernador general para supervisar Rumelia, la parte europea del imperio. A finales del siglo XIV, también se estableció un beylerbeylik para Anatolia, con su capital en Kütahya. Fue siempre considerado inferior en rango al beylerbey de Rumelia, ya que grandes áreas nominalmente bajo su control fueron entregadas a los hijos del gobernante.
Tras el establecimiento de los beylerbeylicados, los sanjacados se convirtieron en el segundo orden de división administrativa, aunque siguieron siendo de primer orden en determinadas circunstancias, como en las zonas recién conquistadas que aún no habían sido asignadas a un beylerbey. Además de sus deberes como gobernadores generales, los beylerbeys fueron los comandantes de todas las tropas en su provincia.

## Primer nivel de unidades administrativas

### Eyalatos (1362-1864)

Eyalatos en 1609.

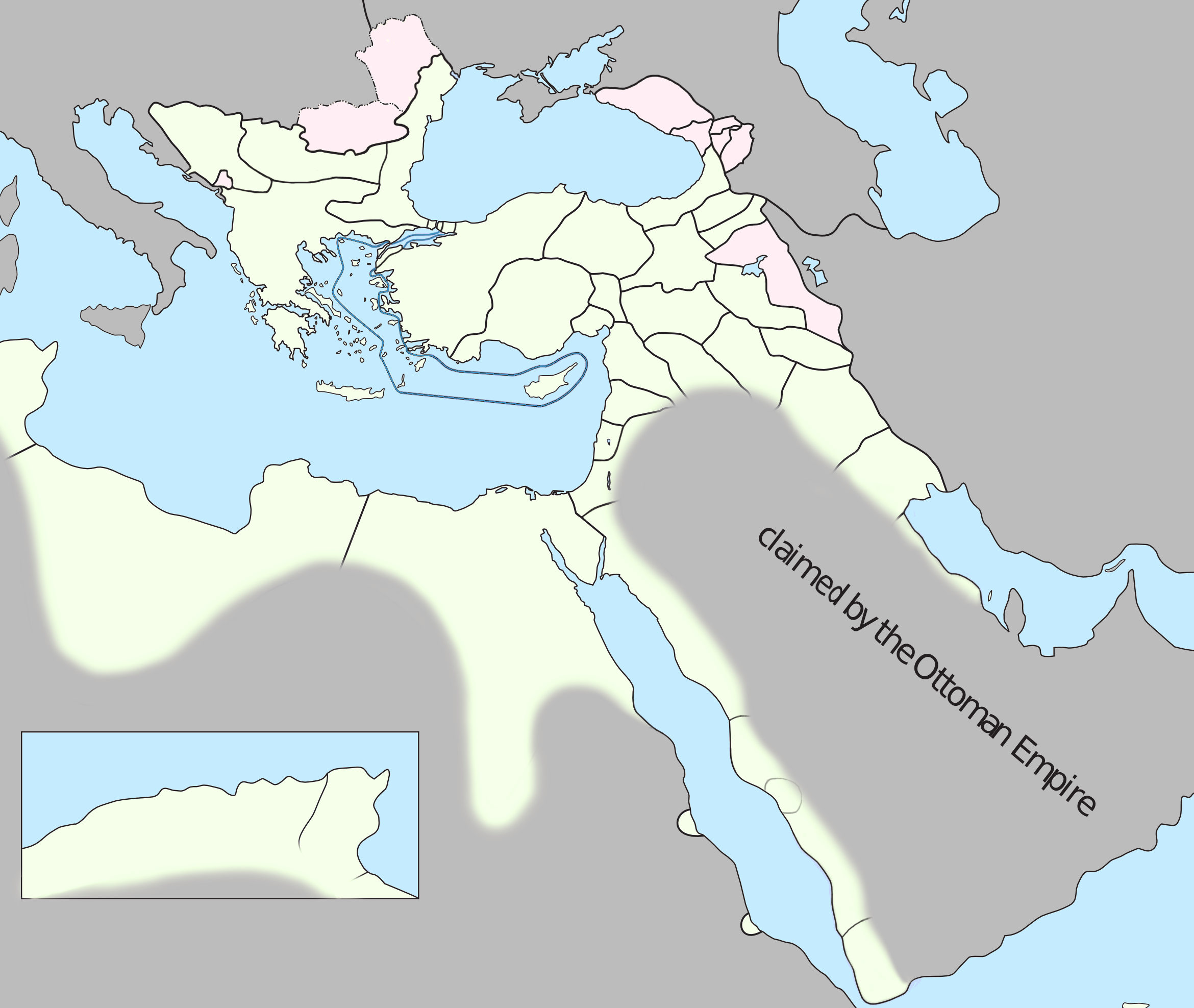
Eyalatos en 1795.

Un eyalato era el territorio de una oficina o un beylerbeyi, y se subdividían en sanjacados.
A raíz de las conquistas entre 1362 y 1400 de Murad I y su hijo Bayezid I, surgió la necesidad de establecer formalmente una organización del territorio otomano. Durante los primeros años del reinado de Bayezid, se establecieron los dos primeros eyalatos: el eyalato de Rumelia, que comprendía todas las tierras conquistadas en Europa, y el eyalato de Anatolia, que comprendía todas las conquistas en Asia Menor. Con la expansión hacia el este de los reinos de Bayezid en la década de 1390, llegó a existir un tercero eyalato, el eyalato de Rum, que tenía como ciudad principal Amasya. Este se convirtió en la sede del gobierno del hijo menor de Bayezid, Mehmed I, e iba a seguir siendo una residencia de gobernadores principescos hasta el siglo XVI.
En 1395, Bayezid I ejecutó al última zar shishmanida del Segundo Imperio Búlgaro, y anexó su reino al eyalato de Rumelia. En 1461, Mehmed II expulsó a los últimos de la dinastía de los Isfendyaridas de la provincia de Sinope, concediéndole tierras cerca de Bursa a cambio de su territorio hereditario. El principado isfendyarida se convirtió en un distrito del eyalato de Anatolia. En 1468, se estableció el eyalato de Karamán, a raíz de la anexión del antes independiente principado de Karaman. Mehmed II nombró a su hijo Mustafá como gobernador del nuevo eyalato, con capital en Konya.
El siglo XVI vio el mayor incremento en el número de eyalatos, en gran parte gracias a las conquistas de Selim I y Solimán I que requirieron incorporar el nuevo territorio a la estructura del Imperio, y en parte a través de la reorganización del territorio existente. Una lista fechada en 1527 muestra ya ocho eyalatos, con los eyalatos de Egipto, Siria, Diyarbekir y Kurdistán añadidos a los cuatro originales. El último eyalato, sin embargo, no sobrevivió como entidad administrativa. Las conquistas de Solimán en el este de Turquía, en Irak y en Hungría también dieron lugar a la creación de nuevos eyalatos.
El antiguo principado de Dulkadir se convirtió en el eyalato de Dulkadir algún tiempo después de su anexión en 1522. Después de la campaña iraní de 1533-36, los nuevos eyalatos de Erzurum, Van, Shehrizor y Bagdad guardaban la frontera con Irán. En 1541 se creó el eyalato de Buda con una parte del antiguo Reino de Hungría. El eyalato del Archipiélago fue creado por Solimán I especialmente para Jeireddín Barbarroja en 1533, separando distritos de las costas e islas del Egeo que habían sido previamente parte de los eyalatos de Rumelia y de Anatolia, y uniéndolos como eyalato independiente.
En 1580, Bosnia, anteriormente un distrito de Rumelia, se convirtió en un eyalato por derecho propio, presumiblemente debido a su posición de importancia estratégica en la frontera con los Habsburgo. Consideraciones similares llevaron a la creación del eyalato de Kanizsa a partir de los distritos adyacentes a esta fortaleza fronteriza, que habían caído en manos de los otomanos en 1600. En el mismo período, la anexión de los distritos de Rumelia en el bajo Danubio y en la costa del mar Negro, y su adición a los territorios comprendidos entre el Danubio y el Dniéper a lo largo del mar Negro, dio lugar al eyalato de Silistra. Al mismo tiempo, en la costa sur-oriental del mar Negro, se formó el eyalato de Trebisonda. El objetivo de esta reorganización, y en especial la creación del eyalato de Ozi presuntamente fue mejorar las defensas de los puertos del mar Negro contra los cosacos.
Hacia 1500, los cuatro eyalatos centrales del Imperio (Rumelia, Anatolia, Rum y Karamán) estaban bajo gobierno directo. Valaquia, Moldavia y el kanato de Crimea, los territorios en los que Mehmed II había conseguido su soberanía, permanecieron bajo el control de dinastías nativas tributarias del sultán. Así también lo hizo el Reino de Hungría después de la batalla de Mohács en 1526. Ya en 1609, de acuerdo con la lista de Ayn Ali, había 32 eyalatos. Algunos de ellos, como Trípoli, Chipre o Túnez, fueron botín de conquista. Otros, sin embargo, fueron productos de divisiones administrativas.

### Valiatos (1864-1922)

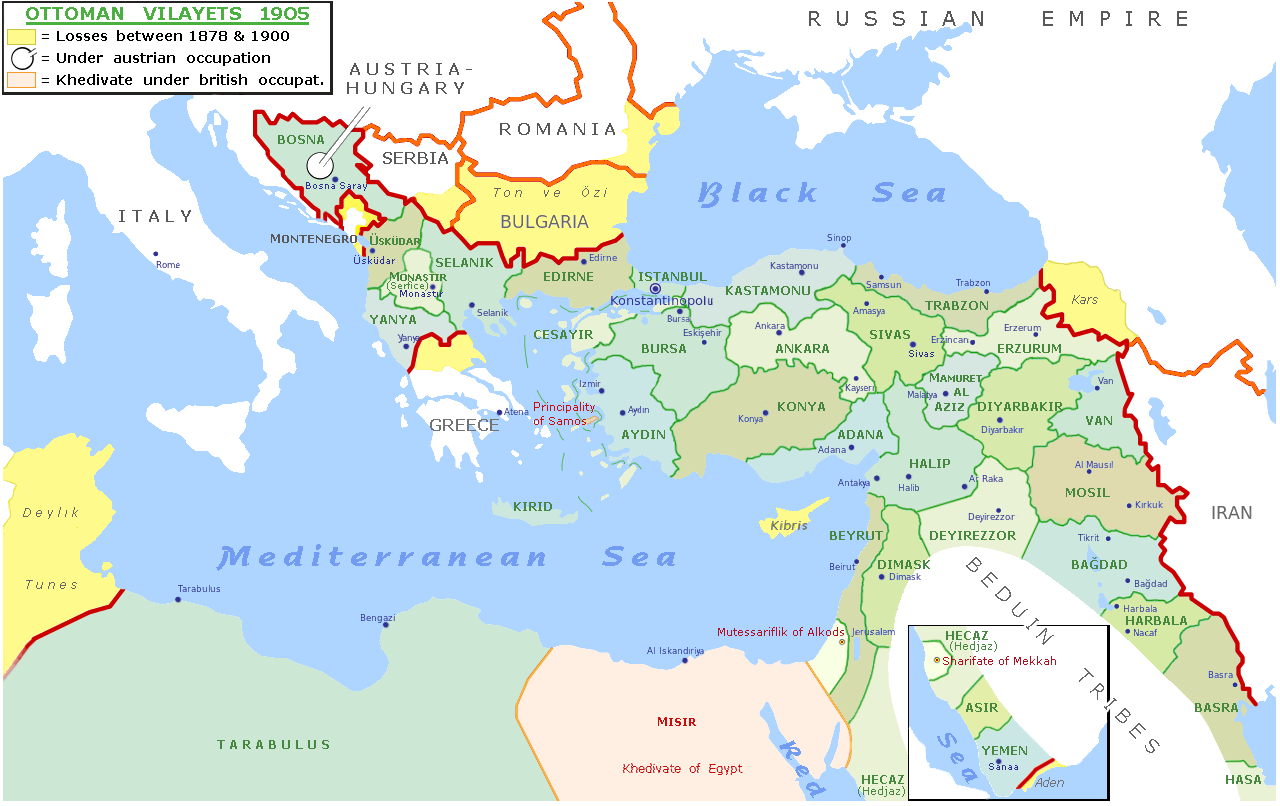
Valiatos en 1905.

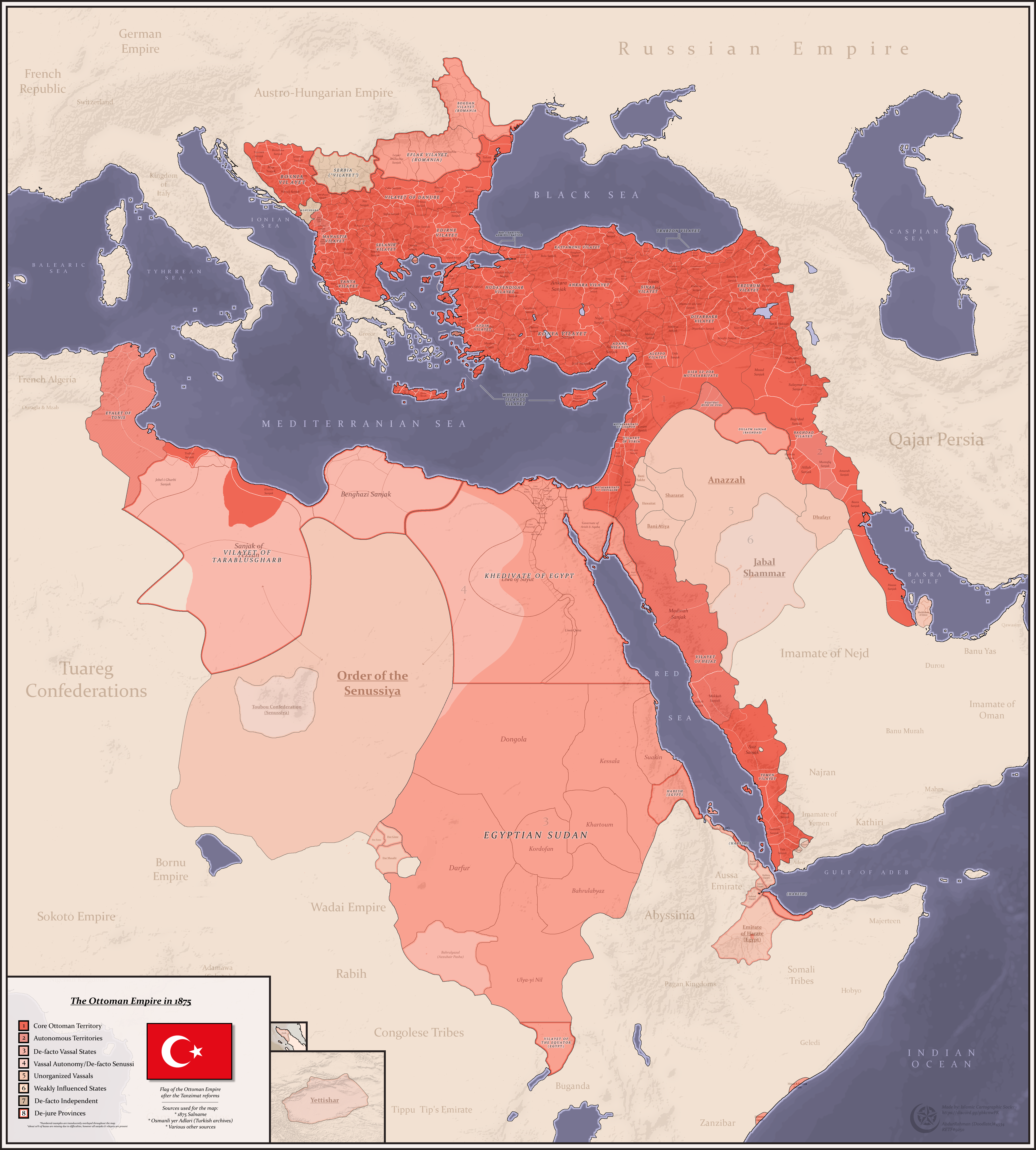
Valiatos en 1875.

Los valiatos se introdujeron con la promulgación de la Ley Valiato (en turco: Teskil-i Vilayet Nizamnamesi) en 1864, como parte de las reformas administrativas que se estaban promulgando en todo el imperio. A diferencia del anterior sistema de eyalatos, la ley de 1864 estableció una jerarquía de unidades administrativas: el valiato, liva/sanjacado, kaza y consejo de la aldea, a la que la nueva Ley Valiato de 1871 añadió el nabiye. La ley de 1864 también especificó las responsabilidades del gobernador del valiato (valí) y de sus consejos, aunque también dejó a los gobernadores un amplio campo para la acción independiente así como sobre su responsabilidad, como parte de un sistema destinado a lograr un alto grado de eficiencia en el gobierno de las provincias.

## Unidades administrativas de orden inferior
Las provincias (eyalatos) se dividieron en sanjacados (también llamados livas) regiadas por sanjakbeys (también llamados Mutesarrifs) y se subdividieron en timars (feudos en poder de timariots), kadiluks (el área de responsabilidad de un juez o Kadı) y zeamets (también ziam; más grandes que los timars).
El sanjacado era gobernado como un valiato en una escala más pequeña. El mutesarrif era nombrado por decreto imperial, y representaba al Vali, que corresponde con el gobierno a través suyo, excepto en algunas circunstancias especiales en las que el sanjak era independiente, en cuyo caso el mutesarrif se correspondía directamente con el ministro del Interior.
Los gobernadores sanjacado también sirvieron como comandantes militares de todo las fuerzas de caballería de los timariot y zeamet de su sanjak. Algunas provincias, como Egipto, Bagdad, Abisinia y Al-Hasa (las provincias salyane) no se subdividieron en sanjaks y timars. El área gobernada por un Aga era conocido a menudo como un agaluk. El término Arpalik (en turco: Arpalık) o Arpaluk, se refiere a un gran estado (es decir, sanjacado) atribuido a algún cargo superior, o a algún margrave, como una disposición temporal antes de ser nombrado para una posición adecuada. El sistema feudal en el Imperio otomano empleó el término arpa o Arpalik, o «tributo-cebada», para referirse a una segunda asignación hecha a funcionarios para compensar los costos de forraje para sus caballos (para cubrir los gastos de mantenimiento de una pequeña unidad de caballería).

### Sanjacados
Los distritos que constituían un eyalato eran conocidos como sanjacados, cada una bajo el mando de un sanjak-bey. El número de sanjacados en cada eyalato variaba considerablemente. En 1609, Ayn Ali señaló que Rumelia tenía 24 sanjacados, pero que seis de estos en el Peloponeso se habían separado para formar el independiente eyalato de Morea. Anatolia tuvo 14 sanjacados y el eyalato de Damasco tuvo 11. Hubo, además, varios eyalatos donde no había división formal en sanjacados. Estos, en la lista de Ayn Ali, eran Basora y parte del eyalato eyalato de Bagdad, Al-Hasa, Egipto, Trípoli, Túnez y Argel. Y añade a la lista el eyalato de Yemen, con la nota que «en este momento los Imames han usurpado control». Estos eyalatos fueron, sin embargo, excepcionales: el patrón típico fue el del eyalato subdividido en sanjacados. En el siglo XVI, estos presentan un patrón administrativo racional de los territorios, basado generalmente en torno a una ciudad o asentamiento del que el sanjacado tomó su nombre, y con una población de unos 100.000 habitantes.
Sin embargo, esto no siempre había sido así. Parece más probable que antes de mediados del siglo XV, el factor más importante para determinar el patrón de sanjacados fuese la existencia de antiguos señoríos y principados, y de las zonas donde señores de las marcas habían adquirido territorios para ellos y sus seguidores. Algunos sanjacados de hecho conservan los nombres de las dinastías que gobernaron allí antes de la conquista otomana.
En 1609, Ayn Ali hizo una nota de su estatus oficial. Al enumerar los sanjacados en el eyalato de Diyarbekir, señala que tenía diez «distritos otomanos» y, además, ocho «distritos de señores kurdos». En estos casos, cuando un señor fallecía, la gobernatura no recaía en un extraño, sino en su hijo. En otros aspectos, sin embargo, parecían sanjacados otomanos normales, en que los ingresos fueron registrados y asignados a los titulares feudales que iban a la guerra bajo su señor. Por otra parte, sin embargo, Ayn Ali señaló que había cinco «sanjacados soberanos», que sus señores disponían de ellos «como propiedad privada», y que se encontraban fuera del sistema del gobierno provincial. Ayn Ali registra similares distritos independientes o semiindependientes en el eyalato de Çıldır, en el noreste de Turquía, y posiblemente el más famoso, en el eyalato de Van donde los kanes de Bitlis gobernaron de forma independiente hasta el siglo XIX. Había otras áreas, también, que gozaronn de autonomía o semi-autonomía. En la segunda mitad del siglo XVI, Kilis quedó bajo el cargo de gobernador hereditario de la familia Janbulad, mientras Adana permaneció bajo el dominio de la dinastía pre-otomana de los Ramazanoghlu. En el Líbano, Ali Ayn se refiere a los caciques drusos con la nota: «no hay señores musulmanes en las montañas». Hubo otros enclaves autónomos en el Imperio, tanto si recibieron o no reconocimiento formal como sanjacados pero, por el siglo XVI, estos eran excepcionales.
La mayoría de los sanjacados de todo el Imperio se encontraban bajo la regla de nombramientos no-hereditarios, que no tenían familia permanente con conexiones territoriales con el área.

## Gobernadores

### Beylerbey
La palabra en turco que designa al equivalente occidental de un gobernador general es beylerbey, que significa «señor de señores» o «comandante de comandantes». En tiempos de guerra, se reunían bajo su estandarte y luchaban como una unidad en el ejército del sultán. Sin embargo, como gobernador territorial, el beylerbey tenía ahora responsabilidades más amplias. Jugó el principal papel en la asignación de los feudos en su eyalato, y tenía las responsabilidades de mantener el orden y administrar justicia. Su residencia, como la del sultán en la capital, era el centro político del eyalato. Hacia la mitad del siglo XVI, aparte de los principados del norte del Danubio, todos los eyalatos quedaron bajo el dominio directo del sultán. Los beylerbeys eran todos sus nombramientos, y podía ser removidos o transferidos a su antojo. Su mandato era limitado: las gubernaturas no eran hereditarios, y nadie podía servir durante toda su vida.
El cargo de beylerbey era el más prestigioso y el más rentable en el gobierno provincial, y el sultán casi siempre eligía sus visires de entre los beylerbeys. También hubo, al parecer, una jerarquía entre los propios gobernadores. El principal era el beylerbey de Rumelia que, desde 1536, tenía derecho a sentarse en el Consejo Imperial. La precedencia entre los restantes, según Ayn Ali en 1609, seguía el orden en que los eyalatos habían sido conquistados, aunque no aclara si este ranking tenía nada más que un significado ceremonial. Sin embargo, antes de 1650, se produjo otro desarrollo. Durante ese período, comenzó la práctica de nombrar algunos beylerbeys con el rango de visir. Un gobernador visiral, según el canciller Abdurrahman Pasha en 1676, tenía el mando de los gobernadores de los eyalatos colindantes que «debían recurrir a él y obedecer sus órdenes». Además,«cuando los beylerbeys con visiratos se despedían de su eyalato, escuchaban litigios y seguían ejerciendo el mando visiral hasta que llegaban a Estambul».

### Sanjak-bey
El cargo de Sanjak-bey se parecía al de beylerbey en una escala más modesta. Al igual que el beylerbey, el sanjak-bey obtenía sus rentas de una prebenda, que consistía por lo general en los ingresos de las ciudades, muelles y puertos dentro de los límites de su sanjacado.
Al igual que el beylerbey, el sanjak-bey era también un jefe militar. El término sanjacado significa «bandera» o «estandarte» y, en tiempos de guerra, los soldados de caballería que sostenían los feudos de su sanjacado, se reunían bajo su bandera. Las tropas de cada sanjacado, bajo el mando de su propio gobernador, luego se reunían como un ejército y luchaban bajo la bandera del beylerbey del eyalato. De esta manera, la estructura de mando en el campo de batalla se parecía a la jerarquía del gobierno provincial. Dentro de su propio sanjacado, un gobernador era responsable, sobre todo, de mantener el orden y, con la cooperación de los titulares de los feudos, detener y castigar a los malhechores. Por ello, generalmente recibía la mitad de las multas impuestas a los malhechores, recibiendo la otra mitad el titular del feudo en cuyas tierras se hubiera cometido la fechoría. Los sanjak gobernadores también tenían otras funciones, como por ejemplo, la persecución de bandidos, la investigación de herejes, la provisión de suministros para el ejército o el envío de materiales para la construcción naval, cuando el sultán lo mandase.